# Polyscias palmervandenbroekii
Polyscias palmervandenbroekii är en araliaväxtart som beskrevs av Georges Bernardi. Polyscias palmervandenbroekii ingår i släktet Polyscias och familjen Araliaceae. Inga underarter finns listade.